# Zazdrość (Biskupiec)
Zazdrość (deutsch Sasdrosz, 1930 bis 1945 Falkenheim) ist ein Ort in der polnischen Woiwodschaft Ermland-Masuren. Er gehört zur Gmina Biskupiec (Stadt-und-Land-Gemeinde Bischofsburg) im Powiat Olsztyński (Kreis Allenstein).

## Geographische Lage
Zazdrość liegt in der westlichen Mitte der Woiwodschaft Ermland-Masuren, 32 Kilometer südwestlich der früheren Kreisstadt Rößel (polnisch Reszel) bzw. 25 Kilometer östlich der heutigen Kreismetropole und auch Woiwodschaftshauptstadt Olsztyn (deutsch Allenstein).

## Geschichte
1810 ist das Gründungsjahr des ursprünglich aus einem kleinen Hof bestehenden Ortes Zasdrosc, der nach 1820 Zasdrość und vor 1871 Sasdrosch genannt wurde. Am 21. April 1813 wurde Zasdrosc als Vorwerk von Nassen (polnisch Nasy) erwähnt, dessen Wohnplatz es bis 1945 war. 1820 war Zasdrość ein adliges Dorf mit einer Feuerstelle bei sieben Einwohnern.
Mit dem Gutsbezirk Nassen kam Sasdrosch 1874 zum neu gebildeten Amtsbezirk Raschung (polnisch Rasząg) im ostpreußischen Kreis Rößel. 1885 zählte Sasdrosz 24 Einwohner, 1905 waren es 17.
Am 10. August 1930 wurde Sasdrosz – aus politisch-ideologischen Gründen der Vermeidung fremdländisch klingender Ortsnamen? – in „Falkenheim“ umbenannt.
Als 1945 in Kriegsfolge das gesamte südliche Ostpreußen an Polen fiel, erhielt Falkenheim die polnische Namensform „Zazdrość“.Heute ist der Ort in die Stadt- und Landgemeinde Biskupiec (Bischofsburg) im Powiat Olsztyński (Kreis Allenstein) eingegliedert, 1975 bis 1998 zur Woiwodschaft Olsztyn, seither zur Woiwodschaft Ermland-Masuren zugehörig.

## Kirche
Bis 1945 war Sasdrosz resp. Falkenheim in die evangelische Kirche Bischofsburg (polnisch Biskupiec) in der Kirchenprovinz Ostpreußen der Kirche der Altpreußischen Union, außerdem in die römisch-katholische Kirche der Stadt, damals im Bistum Ermland gelegen, eingepfarrt.
Heute gehört Zazdrość katholischerseits weiterhin zur Pfarrei in der – nun allerdings zum Erzbistum Ermland zugehörigen – Stadt Biskupiec. Evangelischerseits ist es die Kapellengemeinde in Biskupiec, die als Filialgemeinde der Kirche Sorkwity (Sorquitten) in der Diözese Masuren der Evangelisch-Augsburgischen Kirche in Polen zugeordnet ist.

## Verkehr
Zazdrość liegt ein wenig abseits und ist über Nebenstraße aus den Nachbarorten Kojtryny (Kattreinen), Kromerowo (Krämersdorf) bzw. Nowe Marcinkowo (Neu Mertinsdorf, 1938 bis 1945 Neu Märtinsdorf) zu erreichen. Eine Bahnanbindung besteht nicht.